# Marian Paszkiewicz
Marian Paszkiewicz (ur. 28 stycznia 1900 w Małym Pułkowie, zm. wiosna 1940 w Katyniu) – prawnik, sędzia, porucznik rezerwy artylerii Wojska Polskiego, ofiara zbrodni katyńskiej.

## Życiorys
Urodził się jako syn Bolesława i Stanisławy, z domu Lewandowska. Ukończył studia na Wydziale Prawa Uniwersytetu Poznańskiego w 1923. 
Od 1919 służył w 14 pułku artylerii ciężkiej. Absolwent Szkoły Podchorążych Rezerwy Artylerii z 1928. 1 stycznia 1935 został mianowany do stopnia porucznika. Otrzymał przydział do 7 pułku artylerii ciężkiej.
Zawodowo pracował jako sędzia Sądu Grodzkiego w Poznaniu. Później prowadził działalność jako adwokat we Wrześni.
Po wybuchu II wojny światowej i agresji ZSRR na Polskę w dniu 17 września 1939, został aresztowany przez Sowietów, po czym był przetrzymywany w obozie w Kozielsku. Prawdopodobnie 21 lub 22 kwietnia został przetransportowany do Katynia i rozstrzelany przez funkcjonariuszy Obwodowego Zarządu NKWD w Smoleńsku oraz pracowników NKWD przybyłych z Moskwy na mocy decyzji Biura Politycznego KC WKP(b) z 5 marca 1940. Jest pochowany na terenie obecnego Polskiego Cmentarza Wojennego w Katyniu.

## Upamiętnienie
W 2007 pośmiertnie został awansowany do stopnia kapitana.